# Kabinett Vähi II
Regierung der Republik Estland unter Ministerpräsident Tiit Vähi (Kabinett Vähi II)
Amtszeit: 17. April 1995 bis 6. November 1995
| Ressort                             | Name              | Amtszeit              | Partei                 |
| ----------------------------------- | ----------------- | --------------------- | ---------------------- |
| Ministerpräsident                   | Tiit Vähi         | 17.04.1995–06.11.1995 | Koonderakond           |
| Justizminister                      | Paul Varul        | 17.04.1995–06.11.1995 | Koonderakond           |
| Verteidigungsminister               | Andrus Öövel      | 17.04.1995–06.11.1995 | Koonderakond           |
| Umweltminister                      | Villu Reiljan     | 17.04.1995–06.11.1995 | Eesti Maarahva Erakond |
| Kultur- und Bildungsminister        | Peeter Kreitzberg | 17.04.1995–06.11.1995 | Keskerakond            |
| Wirtschaftsministerin               | Liina Tõnisson    | 17.04.1995–06.11.1995 | Keskerakond            |
| Landwirtschaftsminister             | Ilmar Mändmets    | 17.04.1995–06.11.1995 | parteilos              |
| Finanzminister                      | Mart Opmann       | 17.04.1995–06.11.1995 | Koonderakond           |
| Innenminister                       | Edgar Savisaar    | 17.04.1995–10.10.1995 | Keskerakond            |
| Innenminister                       | Tiit Vähi         | 11.10.1995–06.11.1995 | Koonderakond           |
| Sozialministerin                    | Siiri Oviir       | 17.04.1995–06.11.1995 | Keskerakond            |
| Verkehrs- und Infrastrukturminister | Kalev Kallo       | 17.04.1995–06.11.1995 | Keskerakond            |
| Außenminister                       | Riivo Sinijärv    | 17.04.1995–06.11.1995 | Koonderakond           |
| Minister ohne Geschäftsbereich      | Jaak Allik        | 17.04.1995–06.11.1995 | Koonderakond           |
| Minister ohne Geschäftsbereich      | Ants Leemets      | 17.04.1995–06.11.1995 | Koonderakond           |
| Minister ohne Geschäftsbereich      | Endel Lippmaa     | 17.04.1995–06.11.1995 | Koonderakond           |